# Rolls-Royce 20/25
El Rolls-Royce 20/25 construido entre 1929 y 1935 sucedió al 20 hp como el "coche pequeño" de Rolls-Royce. El propósito fue que el propietario fuera su conductor, pero muchos fueron vendidos a los clientes con chófer.

## Ingeniería
El motor de 6-cilindros en línea de válvulas superiores era similar al utilizado en el 20 hp pero fue agrandado hasta 3699 cc incrementando el diámetro de los cilindros de 76 mm hasta 82 mm, con una carrera a recorrer por el pistón restante de 114 mm. Se utilizó un único carburador, y se colocó una bobina y magneto de ignición. La caja de cambios de cuatro-velocidades fue montada en unidad con el motor y se utilizó una palanca de cambio de mano derecha tradicional. Fue equipado con sincronizadores para la tercera y la marchas máximas desde 1932.
El chasis substancial tenía un frontal rígido y ejes traseros suspendidos por suspensiones semielípticas de ballesta con frenos en todas las cuatro ruedas accionadas por un servo mecánico. Se colocaron frenos traseros separados para el freno de mano. El famoso radiador de Rolls-Royce con tapa triangular se utilizó con lamas verticales, cuyo ángulo podía ser regulado para ajustar el control de la refrigeración del motor. Para empezar, los obturadores del radiador eran operados manualmente mediante una palanca en panel de mandos del vehículo; los coches posteriores fueron equipados con un control automático vía un termostato.
El aumento del motor permitió aumentar la velocidad máxima hasta 75 mph (120,7 km/h) pero muchos propietarios tenían grandes limusinas como carrocería sobre el chasis, con el predecible descenso del rendimiento.

## Carrocería
Solo el chasis y las partes mecánicas eran fabricados por Rolls-Royce. El cuerpo del vehículo era fabricado y colocado por un carrocero elegido por el propietario. Entre los más famosos fabricantes de carrocerías que produjeron los cuerpos del vehículo para Rolls-Royce se encuentran Park Ward, Thrupp & Maberly, Mulliner y Hooper.

## Apariciones en el cine
El Rolls Royce 20/25 hp aparece en películas tales como Objetivo: Banco de Inglaterra (1959),
Father Came Too! (1963), Las 13 novias de Fu Manchu (1966), Ser o no ser (1983), Indiana Jones y la última cruzada (1989), Lo que queda del día (1993), Simon Sez (1999), Enigma (2001), etc.

## Galería de imágenes de diferentes modelos
- Wikimedia Commons alberga una categoría multimedia sobre Rolls-Royce 20/25.

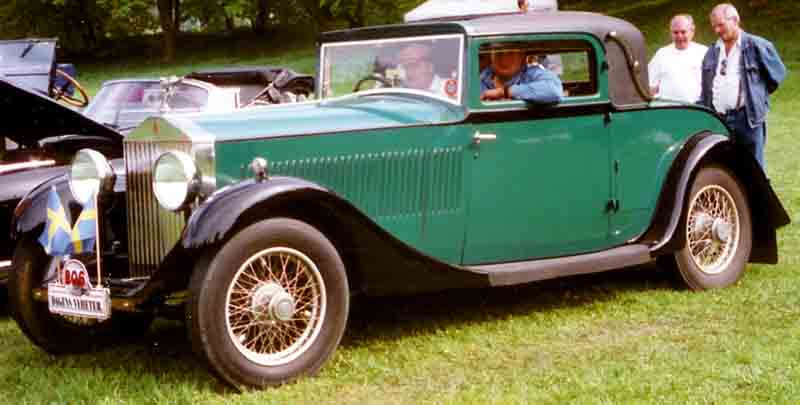
Rolls-Royce 20/25 Coupé de capota rígida de 1932
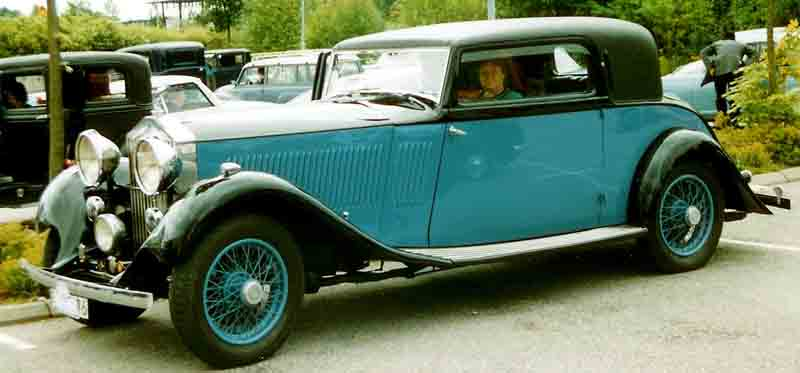
Rolls-Royce 20/25 Coupé de capota rígida de 1933
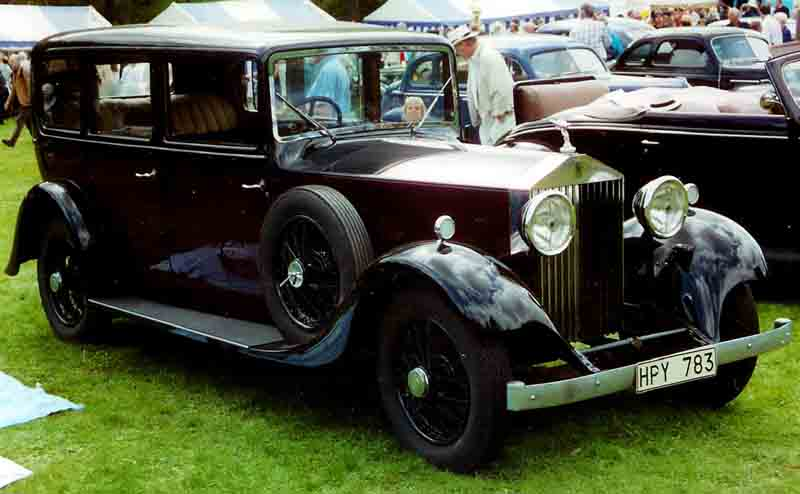
Limusina Rolls-Royce 20/25 de 1933
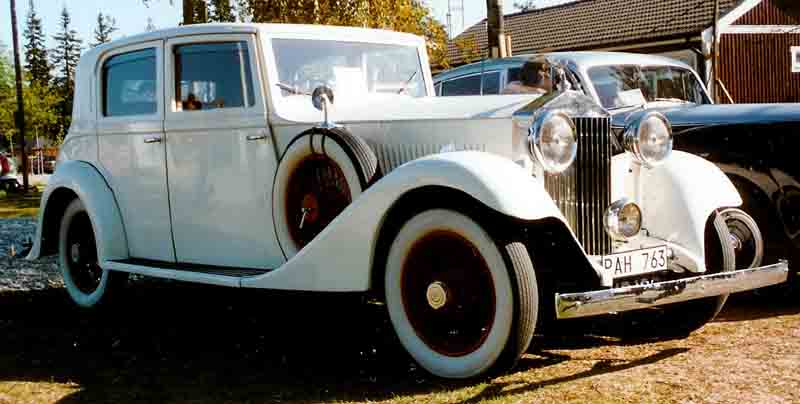
Rolls-Royce 20/25 Berlina 1933
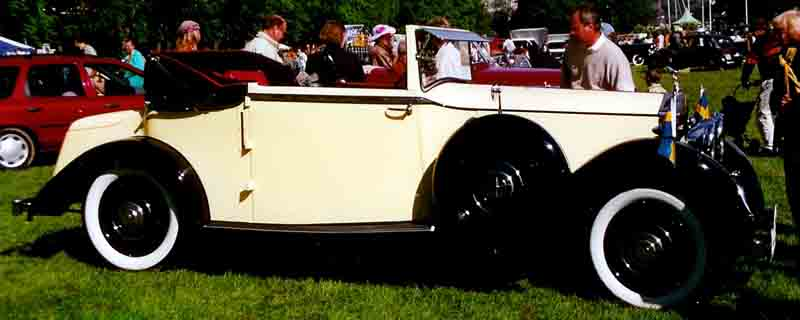
Rolls-Royce 20/25 Coupé Cabriolet 1934
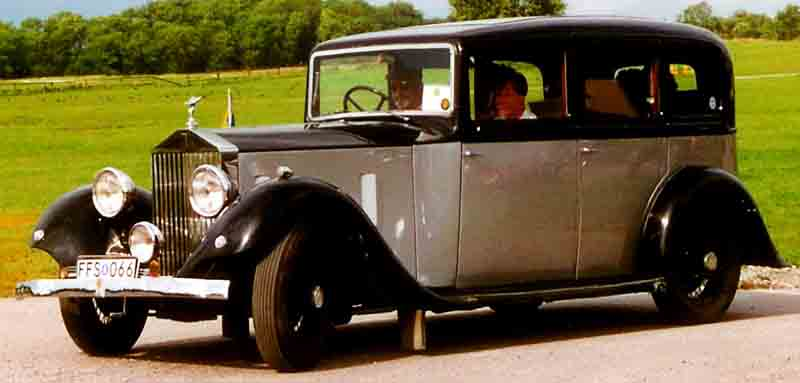
Limusina Rolls-Royce 20/25 de 1935
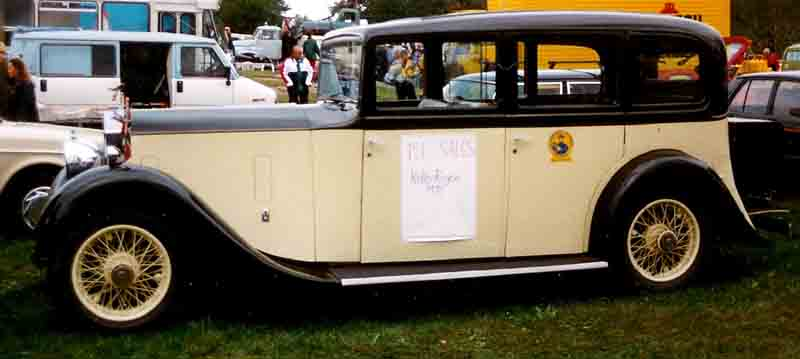
Limusina Rolls-Royce 20/25 de 1935